# Samos (departement)
Samos (Grieks: Σάμου) was een departement (nomos) in de Griekse regio de Noord-Egeïsche Eilanden. De hoofdstad is Vathy (of ook wel Samos-stad) en het departement had 43.595 inwoners (2001).
Het departement bestaat uit twee grotere eilanden; Samos, Ikaria en enkele kleine eilandjes van Fournoi Korseon. Ten zuiden van het departement ligt de Dodekanesos, waarmee het samen de Zuidelijke Sporaden vormt.

## Plaatsen[2]
Door de bestuurlijke herindeling (Programma Kallikrates) werden de departementen afgeschaft vanaf 2011. Het departement “Samos” werd een regionale eenheid (perifereiaki enotita) en één gemeente.
| Plaats        | Hoofdplaats (vroeger) | Postcode | GEMEENTE | Hoofdplaats van de gemeente |
| ------------- | --------------------- | -------- | -------- | --------------------------- |
| Karlovasi     |                       | 832 00   | Samos    | Samos                       |
| Marathokampos |                       | 831 02   | Samos    | Samos                       |
| Pythagoreio   |                       | 831 03   | Samos    | Samos                       |
| Vathy         |                       | 831-00   | Samos    | Samos                       |